# La Cerquilla
La Cerquilla är en ort i Mexiko.   Den ligger i kommunen Ignacio de la Llave och delstaten Veracruz, i den sydöstra delen av landet, 300 km öster om huvudstaden Mexico City. La Cerquilla ligger 11 meter över havet och antalet invånare är 152.
Terrängen runt La Cerquilla är mycket platt. Runt La Cerquilla är det glesbefolkat, med 14 invånare per kvadratkilometer. Närmaste större samhälle är Tlalixcoyan, 15,0 km nordväst om La Cerquilla. Trakten runt La Cerquilla består huvudsakligen av våtmarker.